# Абдулбеков, Нажмудин Абдулбекович
Нажмудин Абдулбекович Абдулбеков (род. 7 марта 1948, Мекеги, Дагестанская АССР, РСФСР, СССР) — советский и российский тренер. Мастер спорта СССР по вольной борьбе, Заслуженный тренер РСФСР (1992), Заслуженный работник физической культуры и спорта Российской Федерации (1998) и Республики Дагестан (1992), ветеран боевых действий (2020).

## Биография
Родом из села Мекеги Левашинского района Республики Дагестан.
Учился в Аялакабской, Мекегинской средних школах, некоторое время жил в с. Сергокала.
В 1975 году окончил Дагестанский государственный педагогический институт
С 1976—1978 г.г — командир Махачкалинского комсомольского оперативного отряда
С 1979—1985 г.г — тренер-методист Спорткомитета СССР по ДАССР
С 1985—2019 г.г — директор ШВСМ им. Али Алиева г. Махачкала.
С 2019 г. по 2021 г.г — советник Министра спорта и физической культуры Республики Дагестан.
С 2022 г. по н.в — заместитель директора ШВСМ им. Али Алиева г. Махачкала.
Ветеран боевых действий, участник отражения нападения на Дагестан международных бандформирований в составе сводного отряда народного ополчения «Интербригада» в 1999 году.

## Спортивная и тренерская деятельность
ШВСМ им Али Алиева под руководством Нажмудина Абдулбековича, как центр подготовки высококлассных спортсменов и методической помощи тренерским кадрам, вошла в число лучших в России. За это время им была проведена огромная работа, поднявшая уровень вольной борьбы и других видов спорта в нашей республике. За последние годы Школой было подготовлено 6 чемпионов и 14 призёров Олимпийских игр по вольной борьбе и фехтованию, 25 чемпионов и 39 призёров мира, 46 чемпионов и 43 призёра чемпионата Европы. Спортсмены школы 27 раз становились обладателями Кубка мира по вольной борьбе. Всего ими завоёвано 183 золотых, серебряных и бронзовых медалей.
По его инициативе в 17 высокогорных районах республики были открыты филиалы ШВСМ, в которых по итогам года проводился отбор наиболее перспективных ребят.
По его же предложению в 2012 году при ШВСМ была открыта Академия бокса, которая за эти годы стала лучшей в России. 5 её представителей включены в сборную страны, а трое- кандидатами на поездку в Токио.
Одним из интересных и позитивных направлений развития вольной борьбы стало заключение контрактов с федерациями спорта 12-ти зарубежных стран.
Основная их цель — проведение международных матчевых встреч, обмен опытом и совместных учебно- тренировочных сборов. Всего на территории Дагестана было проведено 25 международных турниров.
Лично им подготовлено более 20 спортсменов, ставших МС, МСМК, чемпионами и призёрами первенств РД, ЦС, РСФСР, СССР, Европы, обладателями Кубка мира.
Впервые в истории Дагестана был открыт Музей спортивной славы на базе самой ШВСМ им. А. Алиева, который можно посмотреть в нынешнем помещении.

## Награды и звания
За хорошие показатели в работе в 1978 г. он был награждён Почётной грамотой ЦК ВЛКСМ за заслуги перед комсомолом и в связи с 60-летием ВЛКСМ. В том же году он был награждён значком ЦК ВЛКСМ «За активную работу по охране общественного порядка». Дагестанский Обком ВЛКСМ, горком комсомола и МВД ДАССР многократно награждали его Почётными грамотами и денежными призами. Одним из приятных воспоминаний является поездка в качестве туриста в ГДР по путёвке Обкома ВЛКСМ ДАССР.
Его заслуги перед спортом Республики Дагестан, РСФСР и СССР оценены следующими орденами, медалями, грамотами и званиями:
- Медаль «За отвагу» — 2000 г.,
- Орден «За заслуги перед Республикой Дагестан», 2012 г.
- Мастер спорта СССР по вольной борьбе, 1973 г.,
- Заслуженный работник физической культуры и спорта РД — 1992 г.,
- Заслуженный тренер РСФСР, 1992 г.,
- Почётный гражданин города Махачкала. −1998 г.,
- Почётный гражданин Цумадинского, Гунибского, Табасаранского районов.
- Золотой диплом Олимпийского комитета РФ- 1998 г.,
- Заслуженный работник физической культуры РФ- 1998 г.,
- Почётный знак «За заслуги в развитии Олимпийского движения в России» — 2008 г.,
- Почётный знак «За заслуги в развитии физической культуры и спорта РФ» — 2009 г.,
- Золотой орден FILA «За большой вклад в развитие вольной борьбы»., — 2009 г.

Дипломами Комитета по ФК и спорту при СМ СССР — 1981 г., 1983 г.
Почётная грамота Комитета по ФК и спорту при СМ СССР «За подготовку победителя Всесоюзных соревнований по вольной борьбе» — 1988 г.
Также Нажмудин Абдулбекович был награждён в разные годы дипломами и Кубками зарубежных государств и регионов РФ:

## Общественная и политическая деятельность
С 2004 по 2007 годы работал на общественных началах помощником депутата Государственной Думы IV созыва Нюдюрбегова Асанбубы Нюдюрбеговича.
С 2017 года является помощником председателя Комитета по национальным отношениям, общественных и религиозных объединений НС РД Гасанова Магомедкади Набиевича.
В настоящее время Нажмудин Абдулбекович является советником министра спорта РД.

## Известные ученики
- Тимур Гадисов — МС СССР, двукратный Чемпион СССР среди юношей, двукратный Чемпион РСФСР по вольной борьбе.
- Муслим Меджидов — МСМК СССР, Чемпион СССР среди юношей, Обладатель Кубка СССР, Чемпион РСФСР, Чемпион Вооружённых Сил СССР по вольной борьбе.
- Абдулла Чупанов — МСМК СССР, Чемпион СССР, двукратный Чемпион РСФСР по вольной борьбе.
- Султан Даудов — МСМК СССР, Обладатель Кубка Мира, Чемпион СССР по вольной борьбе.
- Муртуз Ибрагимов — МС СССР, двукратный Чемпион СССР по вольной борьбе.
- Зияутдин Муслимов — МС СССР, Чемпион СССР по вольной борьбе.